# Sofijiwka (hromada Berezówka)
Sofijiwka (ukr. Софіївка) – wieś na Ukrainie, w obwodzie odeskim, w rejonie berezowskim, w hromadzie Berezówka. W 2001 liczyła 259 mieszkańców, spośród których 237 wskazało jako ojczysty język ukraiński, 10 rosyjski, 9 mołdawski, 1 bułgarski, a 2 białoruski.